# Marketing prin viu grai
Marketing prin viu grai (WOMM, WOM marketing), numit și publicitate prin viu grai, este o formă de promovare neplătită—orală sau scrisă—în care clienții satisfăcuți spun altor oameni cât de mult le-a plăcut o afacere, un produs, serviciu sau eveniment. Conform celor de la Entrepreneur Media, viul grai este una dintre cele mai credibile forme de publicitate, deoarece oamenii care nu au nimic de câștigat în urma promovării unui lucru, își riscă reputația de fiecare dată când fac o recomandare.

## Istoric
George Silverman, un psiholog, a inventat marketingul prin viu grai când a creat ce el numea "grupuri de influență colegială aflate în teleconferință" astfel încât să încurajeze medicii să dialogheze despre noi produse farmaceutice.  Silverman a observat un fenomen interesant în timp ce organiza focus grupuri cu medici la începutul anilor 70.  "Unul sau doi medici care aveau rezultate bune cu un medicament influențau un grup întreg de sceptici. Influențau chiar și un grup de foști prescriptori nesatisfăcuți care avuseseră experiențe negative!"
O dată cu apariția Web 2.0, multe pagini de pornire precum Facebook, YouTube, MySpace, și Digg au folosit buzz marketing fuzionându-l cu rețelele sociale pe care le-au dezvoltat.   O dată cu creșterea folosirii internetului ca platformă de cercetare și comunicații, viul grai a devenit o și mai puternică și folositoare resursă pentru consumatori și marketeri. 
În octombrie 2005, grupul de pază al publicității, Commercial Alert a solicitat Comisiei Federale a Comerțului, a S.U.A. să emită norme solicitând marketerilor prin viu grai plătiți Format:Contradiction-inline să dezvăluie relația lor cu compania al cărui produs îl promovează și compensația aferentă. Comisia Federală a Comerțului, S.U.A., a declarat că va investiga situații în care relația dintre marketerul prin viu grai și vânzător nu este dezvăluită și ar putea influența sprijinul. CFC a declarat că va fi pe urmele celor care încalcă aceste norme, în funcție de caz. Consecințele pentru cei care le încalcă pot fi ordine de încetare, amenzi sau penalități civile.
Firma de cercetare PQ Media a estimat că în 2008, companiile au cheltuit 1.54 bilioane de dolari pe marketing prin viu grai. În timp ce cheltuielile cu canalele tradiționale de publicitate scădeau, cheltuielile cu marketingul prin viu grai a crescut cu 14.2 la sută în 2008, 30 la sută din acestea pentru mărci de mâncare și băuturi.

## Concepte

### Buzz
Marketing buzz sau simplu "buzz" este un termen folosit pentru marketing prin viu grai—interacțiunea dintre consumatorii și utilizatorii unui produs sau serviciu care au rolul de a amplifica mesajul original de marketing.  Unii descriu acest buzz ca o formă de(rumoare) hype în rândul consumatorilor, o asociere vagă, dar pozitivă, entuziasm, sau anticiparea despre un produs sau serviciu. "Buzz-ul" pozitiv este adesea un țel al marketingului viral, relațiilor publice, și al publicității pe Web 2.0 media. Termenul se referă atât la execuția tehnicii de marketing, cât și la bunăvoința rezultată, ce este creată. Exemple de produse cu un puternic marketing buzz la lansare sunt Harry Potter, Volkswagen New Beetle, Pokémon, Beanie Babies, și Blair Witch Project.

### Efecte virale
Marketingul viral și publicitatea virală sunt buzzwords ce se referă la tehnici de marketing ce folosesc rețele sociale existente pentru a crește cunoașterea sau pentru a îndeplinii alte obiective de marketing(cum ar fi creșterea vânzării produselor) prin procese virale de auto-multiplicare, exact precum răspândirea unui virus. Poate fi livrat prin viu grai sau mărit de efectele de rețea ale internetului. Publicitatea virala poate lua forma unor clipuri video, jocuri interactive Flash, ebook, software de marcă, imagini, sau chiar mesaje text. Țelul marketerilor interesați de crearea de programe de marketing virale, de succes este de a identifica indivizi cu un mare potențial social de rețea - și care are mari șanse de a fi luat de un alt competitor — și să creeze mesaje virale care atrage acest segment de populație. Termenul de "marketing viral" a fost de asemenea folosit abuziv pentru a se referi la  campaniile de marketing ascuns—utilizarea fără scrupule publicității on-line combinată cu cea de sub nivelul pieței în centre de cumpărături pentru a crea impresia de entuziasm prin viu grai spontan.

## Controverse
Businessdictionary.com susține că termenul "publicitate prin viu grai", ce este un termen deseori folosit în marketing, ca fiind "incorect", deoarece nu corespunde cu definiția lor de publicitate, ce este limitată la comunicare plătită și impersonală.

## Vezi
- Cursul dublu al comunicării
- Viul grai electronic